# Joseph Natterer
|  | Dieser Artikel wurde aufgrund von formalen oder inhaltlichen Mängeln in der Qualitätssicherung Biologie zur Verbesserung eingetragen. Dies geschieht, um die Qualität der Biologie-Artikel auf ein akzeptables Niveau zu bringen. Bitte hilf mit, diesen Artikel zu verbessern! Artikel, die nicht signifikant verbessert werden, können gegebenenfalls gelöscht werden. Lies dazu auch die näheren Informationen in den Mindestanforderungen an Biologie-Artikel. |

Joseph Natterer (* 7. Oktober 1786 in Laxenburg bei Wien; † 28. Juni 1852 in Wien) war ein österreichischer Ornithologe.
Wie sein Bruder Johann Natterer hatte er die Leidenschaft zum Sammeln und Jagen vom Vater Joseph Natterer senior, dessen Privatsammlung 1793 vom Kaiser Franz II. erworben wurde und als Grundstock für das Wiener Naturalienkabinett diente, wo er ab 1810 Kustos war.
Dort arbeitete er an einflussreicher Stelle. Er war ein erfahrener, bekannter Ornithologe und hatte Verbindung zu allen großen Fachgenossen der Zeit. Nach der Rückkehr seiner Brüder aus Brasilien 1836 berief er Johann als Kustos-Adjunkt in das Naturalienkabinett. Beerdigt wurde er auf dem Sankt Marxer Friedhof.
Er war der Vater von Josef Franz Natterer (1819–1862) und Johann August Natterer (1821–1900).